# Katerythrops brasiliana
Katerythrops brasiliana är en kräftdjursart som beskrevs av Mihai Bacescu 1984. Katerythrops brasiliana ingår i släktet Katerythrops och familjen Mysidae. Inga underarter finns listade i Catalogue of Life.